# Greisen
Greisen is een sterk gemetasomatiseerde graniet of pegmatiet. Greisen is meestal een grof kristallijn gesteente, rijk in halogenidemineralen zoals fluoriet en soms metaaloxiden, sulfiden of boraten en zeldzame mineralen als beril en topaas.

## Petrologie
Greisen ontstaat door de endoskarne omzetting van gesmolten graniet tijdens interactie met hydrothermale vloeistoffen. Deze vloeistoffen en gassen zijn de laatste magmatische vloeistoffen die vrijkomen bij de kristallisatie van een granietintrusie. Mogelijke mineraal-samenstellingen van greisens zijn:
- Beginnend greisen (graniet): muscoviet ± chloriet, toermalijn, en fluoriet
- Greisend graniet: kwarts-muscoviet-topaas-fluoriet, toermalijn ± (origineel behoud textuur van granieten)
- Massief greisen: kwarts-muscoviet ± fluoriet± toermalijn (typisch geen originele bewaarde textuur)

## Voorkomen van greisen
Greisen kunnen in de aardkorst voorkomen tot op een diepte van 5 km. Ze worden over het algemeen geassocieerd met fosforrijke stollingsgesteenten zoals dioriet. Greisens zijn interessant voor de exploratie-industrie omdat de laatste hydrothermale vloeistoffen bij granietkristallisatie vaak verrijkt zijn in incompatibele elementen zoals kalium, tin, wolfraam, molybdeen en fluor, evenals metalen zoals goud, zilver, en nu en dan koper.
Voorbeelden van economisch winbare voorkomens van greisen zijn:
- Tin-voorkomens van Cornwall
- Ardlethan, Lachlan Fold Belt, Australië (tin)
- Timbarra, Lachlan Fold Belt, Australië (goud)
- Anchor Mine, Tasman Fold Belt, Australië (tin)
- Pitinga topaz granite, Brazilië (tin, topaas, beril)
- Lost River, Alaska, Amerika (tin)
- Ertsgebergte, Tsjechië (tin)